# Dioscorea tomentosa

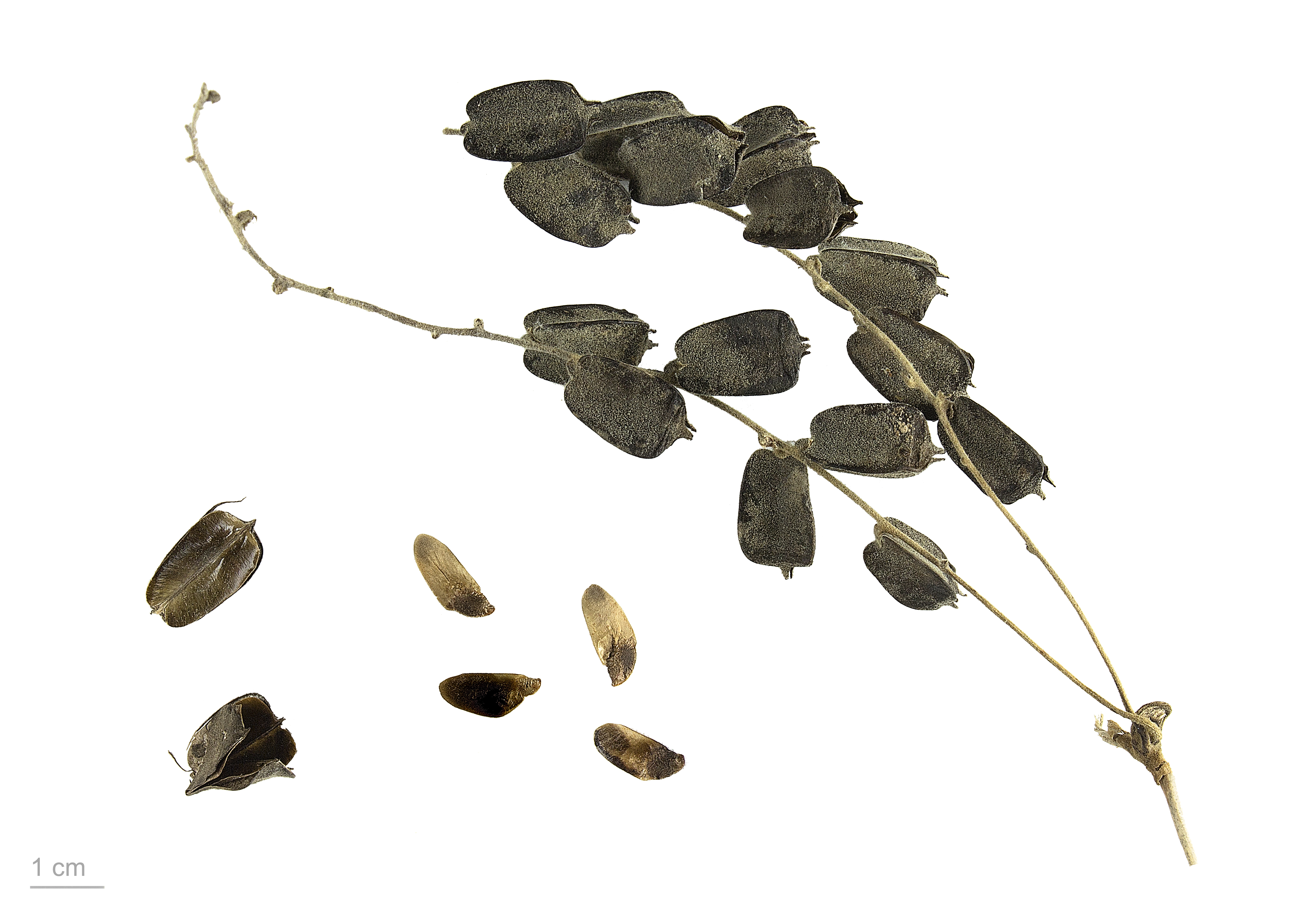
Dioscorea tomentosa

Dioscorea tomentosa là một loài thực vật có hoa trong họ Dioscoreaceae. Loài này được J.König ex Spreng. mô tả khoa học đầu tiên năm 1815.